# فدراسیون بسکتبال گرجستان
فدراسیون بسکتبال گرجستان (انگلیسی: Georgian Basketball Federation) نهاد اداره کننده ورزش بسکتبال در کشور گرجستان است. این فدراسیون که در سال ۱۹۹۱ تاسیس شده مقر آن در شهر تفلیس قرار دارد.